# マセラティ・4CL
マセラティ・4CL (Maserati 4CL) は、マセラティによって開発されたシングルシーターのレーシングカー。1939年にアルファロメオ・158や様々なERA製マシンに対抗するためにグランプリレースに投入された。第二次世界大戦中にレース活動は中断されたが、4CLは1940年代後半に再開された後のフロントランナーの1台であった。4CLは後に2段式のスーパーチャージャーとチューブ形状のシャシーが導入され、4CLTへと発展した。

## 設計
1930年代後半、ヴォワチュレットは急速な発展を遂げますます競争が激化していった。アルファロメオ・158とERA BおよびCタイプの導入により、マセラティ兄弟は新たな直列4気筒エンジンを設計した。この新型エンジンは以前の直列6気筒エンジンよりも30-50 bhpを発揮した。これはより強力な過給器の導入と圧縮比の僅かな増加、1シリンダー当たり4本に増加したバルブによって達成された。試験運転の後、エンジンは4CLの前身であるマセラティ・6CMとほぼ同一のシャシーに搭載された。従来の構造では、ツインボックスセクションのスパーは小さなクロスメンバーで車体長分梯子状に結合されていたが、4CLはその前身よりも多くのアルミニウム製コンポーネントを組み込んでいた。ホイールベースはほぼ同じだが、トレッドは6CMよりも5 cm (1.97 in)広く、再配置されたスプリングハンガーによって車高は低くなった。
このやや保守的なシャシーは、マセラティが自社で製作した低曲率合金パネルのボディに取り付けられた。マセラティはまた、当初から4CLの合理化されたバージョンを製作した。アルファロメオが戦後、二段過給を導入したことに対応してエンジン開発を継続していくと、シャシー設計の弱点が明らかになった。ねじれ剛性を向上させる試みとして、マセラティは管状セクションシャシー部材の実験を始めた。これらの実験モデルは、1947年シーズンを通して従来の4CLと並行して試験が行われ、最終的に1948年に4CLTとして導入されることとなった。

## レース戦歴
ルイジ・ヴィッロレージの手にわたったストリームライナー形状の4CLは1939年トリポリグランプリでデビューし、メルセデスの新型、W165を抑えてポールポジションを獲得した。しかしながら、3台の4CLの内ヴィッロレージのマシンともう一台はレース序盤でエンジントラブルのためリタイアし、シルバーアローが勝利を収めた。この失望のデビューに続いて、4CLの最初の勝利は2戦後のナポリグランプリにおけるプライベーター、ジョニー・ウェイクフィールドによる物となり、ワークスチームにとっては不本意な結果となった。1939年シーズンの残りレースでウェイクフィールドはさらに2勝を挙げ、大戦前の国際的な競争が激化する前に、4CLは更に2勝を挙げた。ヴィッロレージは1940年のタルガ・フローリオで勝利を獲得したが、これは枢軸国のみのエントリーでマセラティだけがファクトリーチームであったものの、他のチームは国際的なレベルには無かった。
1946年のレース再開でマセラティ・4CLはその競争力を証明した。ルイジ・ヴィッロレージは1946年ニースグランプリで勝利し、すぐに優勝街道に復帰した。タツィオ・ヌヴォラーリとジョルジオ・ペラッサは共に4CLで勝利したが、シーズンを支配したのはレイモン・ソメールと彼の4CLだった。1947年は4CLが最も成功したシーズンとなり、アルファロメオが改良された158と新型の308を投入したにもかかわらず、マセラティのドライバー達は合計して10回の勝利を収めた。
ファクトリーチームは4CLに代わって4CLTを導入したが、古い4CLは多くのプライベーターの手に渡った。1950年に最初のF1世界選手権が開催されたが、多数のプライベーターが4CLでエントリーした。

## 参照